# Alberto Romualdez jr.
Alberto Romualdez jr. (Manilla, 14 september 1940 – aldaar, 18 oktober 2013) was een Filipijns minister.

## Biografie
Alberto Romualdez jr. werd geboren op 14 september 1940 in de Filipijnse hoofdstad Manilla. Zijn ouders waren Alberto Romualdez sr. en Cavadonga del Gallego. Zijn vader was een zoon van Miguel Romualdez. Romualdez studeerde medicijnen en biologische wetenschappen. Hij behaalde in 1960 zijn Bachelor of Arts aan de Ateneo de Manila en voltooide in 1965 zijn Doctor of Medicine aan de University of the Philippines (UP). Na zijn afstuderen doceerde Romualdez vier jaar aan zijn de UP. Van 1969 tot 1976 was hij universitair docent en van 1976 tot 1979 universitair hoofddocent. Van 1979 tot 1982 was Romualdez medisch adviseur voor de minister van gezondheid. Daarnaast was hij van 1981 tot 1984 directeur van het Research Institue for Tropical Medicine.
In 1988 werd Romualdez benoemd tot onderminister van gezondheid. Hij sloeg het aanbod echter af en koos ervoor om te gaan werken voor de Wereldgezondheidsorganisatie. In juni 1996 werd Romualdez benoemd tot medisch directeur van HCA Philippines Inc. Tegelijkertijd was hij actief als consultant voor de Wereldgezondheidsorganisatie. Op 11 september 1998 werd Romualdez door president Joseph Estrada benoemd tot minister van gezondheid. Hij bekleedde deze functie totdat Estrada in 2001 werd afgezet. Tijdens zijn termijn als minister werden diverse hervormingen in het beleid doorgevoerd.
Op 12 oktober 2013 werd Romualdez na een hartaanval opgenomen in Manila Doctors Hospital. Enkele dagen daarna overleed hij daar op 73-jarige leeftijd. Hij was sinds 1972 getrouwd met Felicidad Herbosa en kreeg met haar twee kinderen. 